# روغن ترکیبی

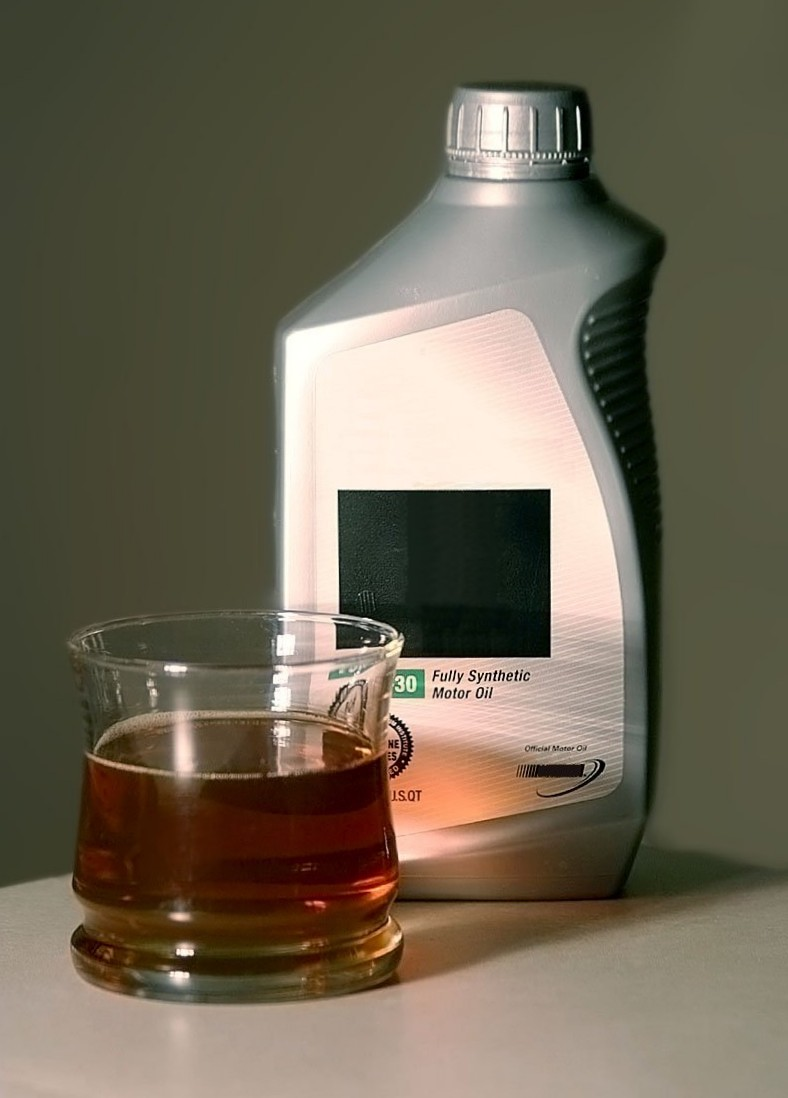
یک نمونه از روغن موتور ترکیبی

روغن ترکیبی یا سینتتیک (synthetic oil) روان‌کننده‌ای متشکل از ترکیب‌های شیمیایی‌ای است که به‌طور مصنوعی ساخته می‌شود. روان‌کننده‌های ترکیبی می‌توانند از مشتقات نفت و نه از نفت خام تولید شوند.
روغن ترکیبی می‌تواند جایگزینی برای بنزین تصفیه شده‌باشد. این نیاز در دماهای بسیار بالا مورد نیاز است. در موتور جت چنین روغنی لازم است. درحالیکه هواپیماهای با موتورهای پیستونی نیازی به روغن‌ترکیبی ندارند. کاربرد دیگر آن در پرس فلزات است.

## فواید روغن‌ترکیبی
این روغن مانند بنزین و نفت سوخت فسیلی نیست و آلودگی‌های آن را به همراه نمی‌آورد. این نوع روغن در دماهای بسیار بالا و پایین کارکرد بهتری دارد. روغن‌ترکیبی از تقطیر نفت خام حاصل نشده‌است. ساختن این روغن در فرایندی شیمیایی بنام فرایند فیشر–تروپش ساخته می‌شود. آغاز فرایند با موادخامی مانند متان، مونواکسیدکربن و دی‌اکسیدکربن شروع می‌شود. این فرایند نخستین بار در کشور آلمان انجام‌شد، در زمانی که دسترسی به نفت خام محدودبود.
دیگر فواید این روغن‌ها ضدسایش، ضدخوردگی بودن و ایجاد آلودگی کمتر برای موتورهای با عملکرد بالا و در شرایط فشار و دمای فوق‌العاده مناسب است. روغن‌های ترکیبی به لحاظ کارکرد و دوام بهتر از روغن‌های معدنی هستند.
شاید قیمت روغن‌های ترکیبی دوبرابر روغن‌های معمولی باشد، ولی قابلیت آن را دارد که در شرایط فوق‌العاده شکسته‌نشود. البته به لحاظ سلامت محیط‌زیست، این نوع روغن نیز از مواد مضری ساخته‌شده است. اما تنها در قیاس با روغن معمولی زیان کمتری دارد. نشان‌داده شده که تبخیر روغن‌ترکیبی کندتر است و از این نظر مقرون به صرفه می‌باشد.

## انواع روغن‌های ترکیبی
- (به انگلیسی: (Polyalphaolefins (PAOs)

این نوع روغن بسیار مشابه روغن‌های معمولی است. ساختار خالص وجه امتیاز آن است. در واقع تمامی مولکول‌های روغن، یک شکل و اندازه‌اند و کاملاً اشباع شده می‌باشند. برتری بالقوه روغن مزبور، خاصیت اکسیداتیو و پایداری دمائی آن است. دیگر مزیت آن، نقطه تبخیر بالا و نقطه ریزش پایین می‌باشد و نیز برای دمای بسیار بالا یا پایین مناسب است. جنبه منفی آن قیمت و حلالیت اندک است.
- پلی‌اتیلن گلیکول (به انگلیسی: (Polyalkaline glycols (PAGs or PGs)

ویژگی این نوع روغن، خاصیت اکسیداتیو و پایداری دمائی عالی آن است، دارای نقطه تبخیر بسیار بالا و قابلیت برجای گذاشتن رسوب کمتر بر روی ماشین است. ویژگی اخیر مهمترین برتری آن است. زیرا قابلیت جذب بالای آب را دارد که خاصیت روان‌کنندگی آن را بیشتر می‌کند. این روغن هنگام تماس با یک سطح بسیار داغ کمترین رسوب را ایجاد می‌کند و تنها نوعی است که کمترین اصطکاک لغزشی را دارد که سبب حفظ انرژی می‌شود. جنبه منفی آن بهای بالا و ناپایداری اندک هیدولیکی است.
- (به انگلیسی: (Dibasic Acid Ester (Diester))

این نوع، نقاط مثبت فوق را دارد. بعلاوه، حلالیت آن بسیار عالی است. این ویژگی برای کمپرسورهای رفت و برگشتی که رسوب بر روی شیر آن، معضل بزرگی است، مناسب می‌باشد. خاصیت پاک‌کنندگی این روغن بسیار عالی است. جنبه منفی این نوع، بها و پایداری هیدرولیکی ناچیز آن است.
- پلی استر (به انگلیسی: Polyol Ester)

این نوع روغن ویژگی‌های بسیار عالی دارد. شاید دارای بهترین کارکرد برای دماهای بسیار بالا باشد. اهمیت دیگر آن نقطه تبخیر بسیار بالا و مقاوم بودن دربرابر آتش است. بیشترین کاربرد آن در مایعات هیدرولیک مقاوم به آتش‌سوزی و موتور جت می‌باشد. نقاط منفی آن عیناً مانند مورد فوق است.

## روغن نمیه ترکیبی
روغن‌های نیمه مصنوعی یا نمیه ترکیبی  یا نیمه سینتتیک (Semi-synthetic oil) (همچنین «مخلوط‌های مصنوعی» نامیده می‌شوند) مخلوطی از روغن معدنی و روغن مصنوعی است که مهندسی شده‌اند تا بسیاری از مزایای روغن مصنوعی را داشته باشند.  Motul اولین روغن موتور نیمه مصنوعی را در سال ۱۹۶۶ معرفی کرد.